# Ernst Rokosch
Ernst Rokosch (* 26. Februar 1889 in Leipzig; † nach 1924) war ein deutscher Fußballspieler. Am 5. April 1914 bestritt er sein einziges Länderspiel für die A-Nationalmannschaft, bei einem 4:4 in Amsterdam gegen die Niederländische Nationalmannschaft.

## Karriere

### Verein
Rokosch begann als Elfjähriger barfuß auf den Bauernwiesen mit dem Fußballspielen, bevor er 1906 der SpVgg 1899 Leipzig beitrat und sich dort in der Verteidigung zum besten Linksfuß des deutschen Fußballs vor dem Ersten Weltkrieg entwickelte. Er war ein großgewachsener und enorm kopfballstarker Verteidiger, der über viele Jahre mit Ernst Drese eines der besten Abwehrpaare Mitteldeutschlands bildete. Der den Beruf des Glasers ausübende Rokosch trainierte nicht nur Fußball, auch bei den Turnern hielt er sich in Form.
Während seiner Vereinszugehörigkeit, er spielte bis 1924 im Gau Nordwestsachsen, wurde er mit der Spielvereinigung jeweils viermal Gaumeister und Mitteldeutscher Meister. In den Endrundenspielen um die Deutsche Meisterschaft kam er insgesamt in sechs Spielen zum Einsatz und scheiterte 1912 und 1924 jeweils im Halbfinale am Karlsruher FV bzw. am Hamburger SV. Das erste Spiel in der Endrunde um die deutsche Fußballmeisterschaft bestritt Rokosch mit den Rot-Weißen aus Lindenau am 5. Mai 1912 in Dresden bei einem 3:2-Erfolg gegen den ATV Liegnitz. Mit Drese bildete er dabei das Verteidigerpaar. Sein sechstes und letztes Endrundenspiel um die deutsche Fußballmeisterschaft absolvierte Rokosch zwölf Jahre später, am 25. Mai 1924, in Hamburg gegen den Hamburger SV. Das Halbfinalspiel verlor die Spielvereinigung durch ein Eigentor seines „ewigen“ Verteidigerkollegen Drese aus der 15. Spielminute mit 0:1.

### Nationalmannschaft/Auswahlspiele
Am 5. April 1914 bestritt er sein einziges Länderspiel für die A-Nationalmannschaft, die in Amsterdam ein 4:4-Unentschieden gegen die Niederländische Nationalmannschaft erzielte. Er bildete dabei mit Willy Völker vom VfB Leipzig das Verteidigerpaar. Im Angriff wirbelten Karl Wegele, Adolf Jäger, Otto Harder, Richard Queck und Walter Fischer. Der Erste Weltkrieg verhinderte weitere Berufungen in die Nationalmannschaft. Erst am 27. Juni 1920 konnte die DFB-Auswahl ihre Länderspiele fortsetzen.
Vor seiner Berufung in die Nationalmannschaft hatte der Verteidiger der Spielvereinigung Leipzig auch schon in Städtespielen und insbesondere in den Spielen um den Kronprinzenpokal auf sich aufmerksam gemacht. In der Saison 1913/14 setzte er sich am 9. November 1913 in Nürnberg mit Mitteldeutschland gegen die Vertretung von Süddeutschland im Halbfinale mit 2:1 nach Verlängerung durch. Das Finale verlor er an der Seite von Eduard Pendorf und Paul Pömpner am 22. Februar 1914 in Berlin vor 15.000 Zuschauern mit 1:2 gegen Norddeutschland.

## Erfolge
- Mitteldeutscher Meister 1912, 1914, 1922, 1924
- Gaumeister Nordwestsachsen 1912 1914, 1922, 1924